# 올림픽 벨기에 선수단
올림픽 벨기에 선수단은 벨기에를 대표하여 올림픽에 참가하는 선수단이다. 벨기에는 1900년 올림픽에 처음 출전한 이후 대부분의 올림픽에 출전했다. 이 나라는 앤트워프에서 1920년 하계 올림픽을 개최했다.
벨기에 국가 올림픽 위원회는 1906년에 창설되어 승인되었다.

## 같이 보기
- 분류:벨기에의 올림픽 참가 선수